# Роммерскирхен
Роммерскирхен (нем. Rommerskirchen) — община в Германии, в земле Северный Рейн-Вестфалия.
Подчиняется административному округу Дюссельдорф. Входит в состав района Рейн-Нойс.  Население составляет 13,0 тыс. человек (2009); в 2000 г. — 12,5 тысяч. Занимает площадь 60,99 км².